# Bäcker-Transformation
Die Bäcker-Transformation (englisch baker’s map) wurde nach dem Vorgang des Teigknetens benannt: Ein Teig wird auf die doppelte Länge gezogen und dann zusammengefaltet. Diese Prozedur wiederholt sich, bis eine gute Vermischung entstanden ist. Zwei hypothetische Teilchen im Teig (punktförmig angenommene „Rosinen“), die ursprünglich nahe beisammen waren, sind nach mehrfacher Anwendung dieser Transformation weit voneinander entfernt.
Mit der Bäcker-Transformation lässt sich auf einfache Weise veranschaulichen, wie aus dem Zusammenspiel von Strecken und Falten chaotisches Verhalten entsteht.

## Formale Beschreibung
In der Literatur finden sich verschiedene Formeln für die Bäcker-Transformation. Die Formeln unterscheiden sich dabei durch
- die Art der Faltung sowie
- die Betrachtung des Teiges als unendlich dünn oder von endlicher Dicke.

### Unendlich dünner Teig

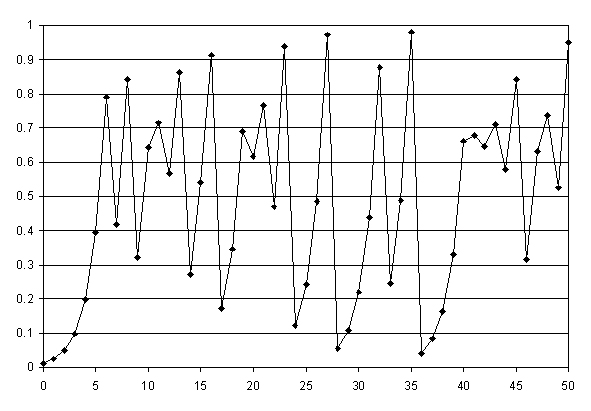
Die ersten 50 Iterationen der Bäcker-Transformation (unendlich dünner Teig mit Zurückfalten) für den Anfangswert 0.0123456789

Der Einfachheit halber betrachtet man einen eindimensionalen Teig (da der Teig nur in einer Richtung gestreckt wird, spielt die zweite Richtung parallel zur Tischoberfläche keine Rolle). Formal können wir dieses Teigstück durch das Einheitsintervall
{\displaystyle x\in [0,1]} darstellen. Die Bäckertransformation ist dann eine Abbildung des Einheitsintervalls in sich, d. h. {\displaystyle f\colon [0,1]\rightarrow [0,1]}.
Die einfachste Form der Bäckertransformation ergibt sich, wenn man den Teig auf die doppelte Länge ausrollt und danach faltet, so dass die beiden Enden aufeinander zu liegen kommen. Mathematisch lässt sich diese Transformation wie folgt beschreiben:
{\displaystyle x_{n+1}:=f(x_{n}):={\begin{cases}2x_{n}&{\mbox{falls }}x_{n}\in [0,1/2]\\2-2x_{n}&{\mbox{falls }}x_{n}\in (1/2,1]\end{cases}}}
Diese Abbildung wird auch als Zeltabbildung bezeichnet.
Eine alternative Form der Bäcker-Transformation erhält man, wenn man den ausgerollten Teig in der Mitte durchschneidet und die beiden Hälften ohne sie gegeneinander zu drehen übereinanderlegt. Hierfür lautet die mathematische Beschreibung
{\displaystyle x_{n+1}:=f(x_{n}):={\begin{cases}2x_{n}&{\mbox{falls }}x_{n}\in [0,1/2]\\2x_{n}-1&{\mbox{falls }}x_{n}\in (1/2,1]\end{cases}}}
Diese Abbildung wird auch als Bernoulli-Abbildung bezeichnet.

### Teig von endlicher Dicke
Wenn wir einen Teig von endlicher Dicke betrachten, müssen wir eine zweite Variable einführen, die den vertikalen Abstand unseres hypothetischen Teilchens von der Tischplatte beschreibt. In der Literatur werden meist die Variablen {\displaystyle x} und {\displaystyle y} verwendet; hier soll die Höhe durch die Variable {\displaystyle z} dargestellt werden, um ein intuitiveres Verständnis der Formeln zu ermöglichen.
Der Einfachheit halber betrachtet man einen Teig der Höhe 1, so dass die Bäckertransformation jetzt eine Abbildung des Einheitsquadrates in sich ist, d. h. {\displaystyle f\colon [0,1]^{2}\rightarrow [0,1]^{2}}. Die Abbildung in {\displaystyle x} ist dieselbe wie oben; die Abbildung in {\displaystyle z} ergibt sich aus der Überlegung, dass die Dicke des Teiges beim Ausrollen auf die doppelte Länge halbiert wird und aus der jeweiligen Faltungsoperation.
Wenn der Teig nach dem Ausrollen umgeklappt wird, lautet die mathematische Beschreibung {\displaystyle (x_{n+1},z_{n+1}):=f(x_{n},z_{n}):={\begin{cases}(2x_{n},{\frac {z_{n}}{2}})&{\mbox{falls }}x_{n}\in [0,1/2]\\(2-2x_{n},1-{\frac {z_{n}}{2}})&{\mbox{falls }}x_{n}\in (1/2,1]\end{cases}}}
Wird der Teig dagegen durchgeschnitten und übereinandergelegt, erhält man {\displaystyle (x_{n+1},z_{n+1}):=f(x_{n},z_{n}):={\begin{cases}(2x_{n},{\frac {z_{n}}{2}})&{\mbox{falls }}x_{n}\in [0,1/2]\\(2x_{n}-1,{\frac {1+z_{n}}{2}})&{\mbox{falls }}x_{n}\in (1/2,1]\end{cases}}}